# KILLERS キラーズ (2003年の映画)
『KILLERS キラーズ』は2002年制作、2003年6月14日公開の日本の劇場用オムニバス映画。監督は押井守、きうちかずひろ、大川俊道、河田秀二、辻󠄀本貴則。

## 概要
銃器専門誌『月刊Gun』内の連載コラムから生まれた自主製作映画コンテスト「ガン・アクション・ムービー・コンペティション」主催の映画である。
このコンテストで優秀賞を取った監督、河田秀二、辻󠄀本貴則の両名をプロデビューさせようという話が持ち上がった。これを実現するために、同コンペの審査員である押井守、きうちかずひろ、大川俊道3人が協力することが決定し、以上の5人でオムニバス形式の映画を作るという企画となった。
- 制作費は1人600万円
- 撮影はデジタル・ヴィデオにて期間は1週間以内
- 上映時間は20分
- テーマは「殺し屋」で銃が出ること

以上のルールは厳守、それ以外は何をやっても良しという状況下で製作された。

## 作品
PAY OFF
脚本・監督：きうちかずひろ、音楽：HAPPO
キャスト：酒井伸泰、ハント・ケーシ、山下真希、井上千尋、秋葉祐希 ほか
CANDY
脚本・監督：大川俊道、音楽：ハント・ケーシ
キャスト：星野マヤ、清水あすか、杉山あすか、赤星昇一郎、堀勉、松山鷹志 ほか
PERFECT PARTNER
脚本・監督：辻󠄀本貴則、音楽：仁乃唯
キャスト：荒木良明、松谷賢示、才谷ゆきこ ほか
KILLER IDOL
脚本・監督：河田秀二、音楽：仁乃唯
キャスト：大高洋夫、河田秀二、石橋祐、小澤明美、クレクレタコラ ほか
.50 Woman
脚本・監督：押井守、音楽・川井憲次
キャスト：仁乃唯、神谷誠、黒田仁子、鈴木敏夫 ほか

## スタッフ
- 製作者：藤原正道
- 企画：斎春雄
- プロデュース：石井信彦、釜秀樹、くろがねゆう、久保淳
- ラインプロデューサー：村社幸司
- スタント&アクション：オフィスワイルド
- ガンエフェクト：BIGSHOT
- 主題歌：The Romancing Plants「voice of love」